# Noelle Maritz
Noelle Maritz (Newport Beach, 23 dicembre 1995) è una calciatrice svizzera, difensore dell'Aston Villa e della nazionale svizzera.

## Biografia
Noelle Maritz nasce il 23 dicembre 1995 in California, Stati Uniti d'America, da genitori di origine svizzera e cresce a Newport Beach, CA, e Hillsborough, Contea di Somerset, New Jersey. Nel New Jersey ha frequentato la Hillsborough Elementary School iniziando a giocare nelle locali squadre di calcio e baseball. Nel 2005 lascia il New Jersey seguendo i genitori in Canton Turgovia stabilendosi a Erlen.

## Carriera

### Club
Maritz inizia la sua carriera negli Stati Uniti dove già all'età di quattro anni impara i fondamentali del calcio a Newport Beach, in California. Con il trasferimento della famiglia sulla East Coast, affina le proprie qualità nella Players Development Academy, nel New Jersey, giocando nelle formazioni Under-13 fino al trasferimento in Svizzera. Stabilitasi a Erlen si tessera con il FC Amriswil, nel vicino comune di Birwinken, dove gioca in D-Jugend fino all'estate 2007, quando passa allo Staad. Le sue qualità di gioco attirano l'attenzione degli osservatori dell'Associazione Svizzera di Football e l'allora selezionatrice Béatrice von Siebenthal la invita a frequentare la Credit Suisse Academy a Huttwil, centro di formazione della federazione calcistica, contemporaneamente continua a giocare vestendo la maglia del FC Wil in Jugend-Leistungsfussball con le formazioni miste U-13, U-14 e U-15. Dopo questi tre anni firma il suo primo contratto con il Zurigo per giocare nella sua formazione femminile in Lega Nazionale A dalla stagione 2011-2012. e facendo il suo debutto nella massima serie del campionato svizzero femminile di calcio il 6 agosto 2011, nella partita giocata contro lo Schwyz. Rimane con la società con sede nella popolosa città capoluogo dell'omonimo cantone per due stagioni, nelle quali durante il periodo della sua permanenza condivide con le compagne la conquista del double campionato-coppa, maturando in LNA 28 presenze e segnando una rete. Grazie alle prestazioni ottenute in campionato, Maritz ha inoltre l'occasione di debuttare in UEFA Women's Champions League nel corso della stagione 2012-2013, debuttando l'11 agosto nella vittoria per 2-0 con le slovene del Pomurje, disputando i primi due incontri del gruppo A della prima fase eliminatoria, con il Zurigo che supera il turno imbattuto, e le due dei sedicesimi di finale, dove incontra le francesi del FCF Juvisy che le elimina vincendo per 1-0 la partita di ritorno dopo che l’andata, giocata in casa, si era conclusa in parità con una rete per parte.

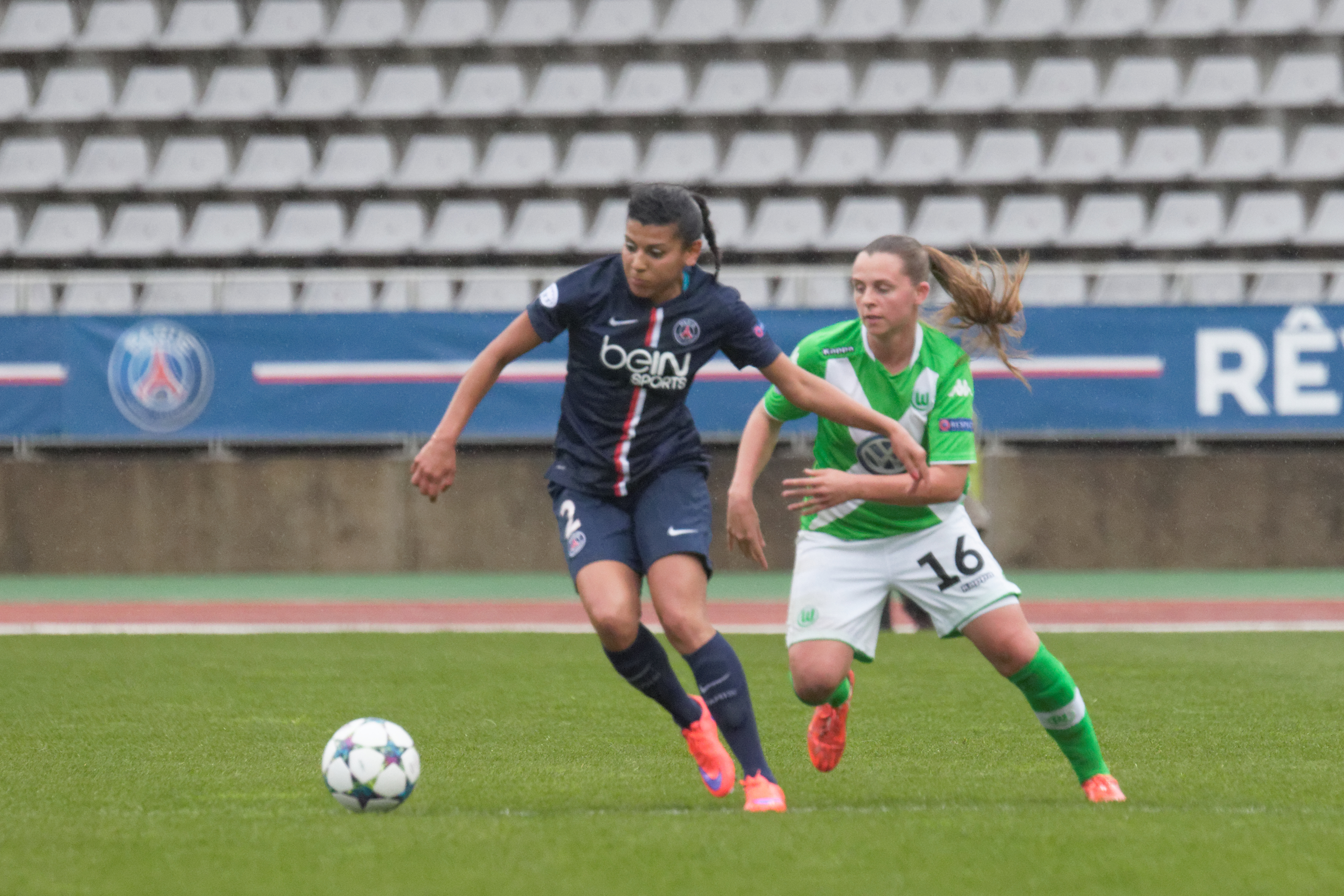
Kenza Dali, a sinistra, e Maritz in un'azione di gioco nella semifinale di ritorno della UEFA Women's Champions League 2014-2015 con il Paris Saint-Germain.

Nell'estate 2013, a soli 17 anni, firma un contratto biennale con le campionesse di Germania in carica del Wolfsburg, primo acquisto nel calciomercato estivo, squadra rivelazione che la stagione precedente aveva conquistato il triplete campionato-coppa-Champions League ottenendo i tre trofei per la prima volta nella sua storia sportiva. A disposizione del tecnico Ralf Kellermann fa il suo debutto in Frauen-Bundesliga il 3 ottobre, alla 3 giornata di campionato, scendendo in campo da titolare nell'incontro vinto per 8-1 sulle avversarie del Sindelfingen, maturando al suo primo anno 15 presenze in campionato, nessuna in coppa, dove la sua squadra viene inaspettatamente eliminata già agli ottavi di finale dal 1. FFC Francoforte, e tornando a disputare la Champions femminile marcando 4 presenze, l'ultima nella semifinale di ritorno vinta per 4-2 sul Turbine Potsdam. Al termine della sua prima stagione in Germania festeggia con le compagne la conquista sia del campionato che della Champions League.

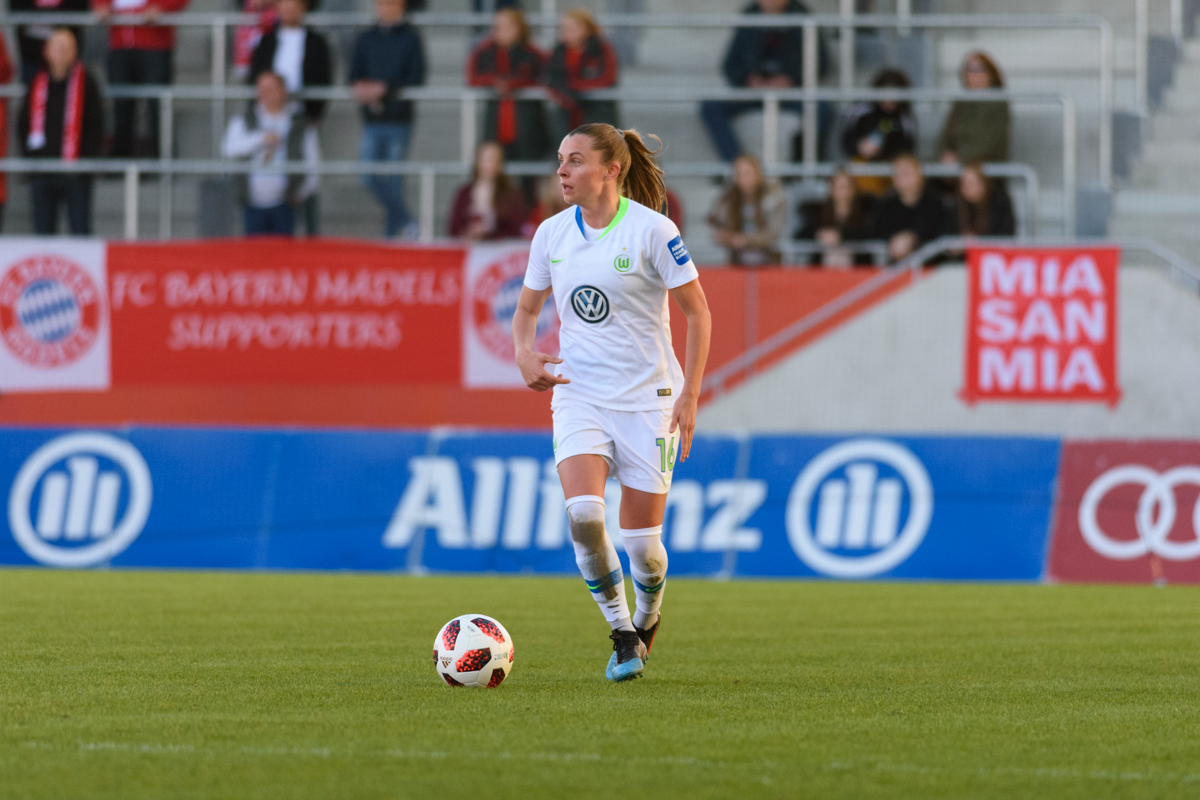
Maritz nel febbraio 2019.

La stagione seguente condivide il percorso della sua squadra che la vede mancare di poco il sue secondo titolo di Campione di Germania, terminando il campionato a un punto dal Bayern Monaco, anch'esso al suo primo titolo in Bundesliga, e dove Maritz matura 17 presenze su 22 incontri. In questa stagione fa il suo debutto anche in DFB-Pokal der Frauen, con Kellermann che la impiega in 3 occasioni, compresa la finale di coppa del 1º maggio 2015 vinta per 3-0 sul Turbine Potsdam al RheinEnergieStadion di Colonia, e che rimarrà l'unico trofeo conquistato dal Wolfsburg. Il percorso in Women's Champions League termina infatti alle semifinali, eliminato dalle francesi del Paris Saint-Germain.
Gli anni seguenti si confermano più che positivi nella sua carriera sportiva: tra le stagioni 2016-2017 e 2019-2020 arrivano quattro double consecutivi campionato-coppa di Germania, portando nella personale bacheca della calciatrice svizzera, all'estate 2020, sette titoli nazionali, otto coppe nazionali e una Champions League. Nel frattempo, nel corso della stagione 2017-2018 arriva anche la prima rete tedesca, quella che all'81' porta sul parziale di 3-0 il risultato in casa del Sand nella 2ª giornata di campionato, incontro poi concluso per 4-0 per la squadra ospite. Nel corso del campionato 2019-2020 raggiunge il traguardo delle 100 presenze in Frauen-Bundesliga, terminando la stagione con 109 presenze e 7 reti, alle quali si aggiungono le 20 in coppa e le 33, con 2 reti realizzate, entrambe alle kosovare del Mitrovica nella stagione 2019-2020, in Women's Champions League.
Nel luglio 2020 viene comunicato il suo trasferimento all'Arsenal, cominciando una nuova avventura nel campionato professionistico inglese e raggiungendo le connazionali Malin Gut e Lia Wälti. A disposizione del tecnico Joe Montemurro, fa il suo debutto con la maglia delle Gunners da titolare nell'incontro dei quarti di finale della UEFA Women's Champions League 2019-2020 del 22 agosto 2020, perso per 2-1 con le francesi del Paris Saint-Germain. Montemurro decide di impiegarla in campionato fin dalla 1ª giornata, dove debutta il 6 settembre 2020, giocando tutti i 90' dell'incontro casalingo vinto per 6-1 sul Reading.

### Nazionale

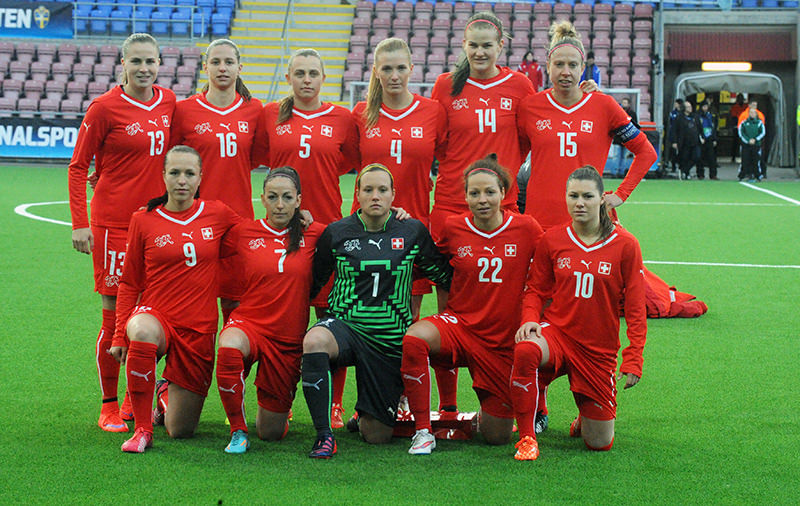
La formazione della nazionale maggiore prima dell'amichevole del 5 aprile 2015 vinta 3-1 sulla : Maritz è la terza in piedi da sinistra, col numero 5.

Maritz inizia ad essere convocata dalla federazione calcistica della Svizzera (Associazione Svizzera di Football, Association Suisse de Football, Schweizerischer Fussballverband, Associaziun Svizra da Ballape - ASF-SFV) nel 2010, chiamata per la prima volta dalla coppia di tecnici Walter Späni e Ramona Armuzzi per la doppia amichevole dell'8 e 10 settembre con il Belgio (3-2 e 0-2 i risultati) e poi inserita in rosa con la formazione Under-17 impegnata nelle fasi di qualificazione all'Europeo 2011 di categoria, per quella stagione ancora giocata in Svizzera come i precedenti tornei, con la Svizzera che dopo aver superato la prima fase, nella fase élite non riesce ad essere sufficientemente competitiva mancando la qualificazione alla fase finale. Rimane in rosa anche per le successive qualificazioni all'Europeo 2012, giocando tutti i sei incontri della prima fase eliminatoria. Nell'ultima partita del gruppo 1 della prima fase Maritz segna anche la sua prima rete con la maglia rossocrociata in un torneo UEFA, nell'incontro vinto per 2-1 con la Polonia, e condivide il percorso della sua nazionale che la vede accedere alla fase finale per la prima volta nella sua storia sportiva. Qui, dopo aver perso nettamente per 5-1 la partita con la Francia, deve accontentarsi del quarto e ultimo posto dopo aver perso ai rigori l'incontro con la Danimarca, partita che si era chiusa a reti inviolate ai tempi regolamentari.
Sempre nel 2012 arrivano due chiamate da parte del tecnico Yannick Schwery nelle formazioni di categoria superiore, inizialmente, ad agosto, nella Under-20 impegnata nel Mondiale del Giappone 2012. Maritz disputa tutti i tre incontri giocati nel trofeo FIFA, dove la Svizzera, inserita nel gruppo A con Giappone, Messico e Nuova Zelanda, li perde tutti venendo eliminata già alla fase a gironi.
Qualche mese più tardi, ad ottobre, Schwery la convoca con la Under-19 per la prima parte delle qualificazioni all'Europeo del Galles 2013, dove scende in campo in tutti i tre incontri del gruppo 10, con le rossocrociate che, imbattute, guadagnano il passaggio del turno.
Dell'inizio 2013 è la prima convocazione nella nazionale maggiore, chiamata dal commissario tecnico Martina Voss-Tecklenburg in occasione dell'edizione 2013 della Cyprus Cup e dove fa il suo esordio, ancora diciassettenne e da titolare, il 6 marzo, nel primo incontro del gruppo B perso 2-0 con il Canada. In quell’occasione disputa tutti i quattro incontri della sua nazionale, che la vede classificarsi al secondo posto della fase a gironi e perdere per 2-1 la finalina per il terzo posto con la Nuova Zelanda.

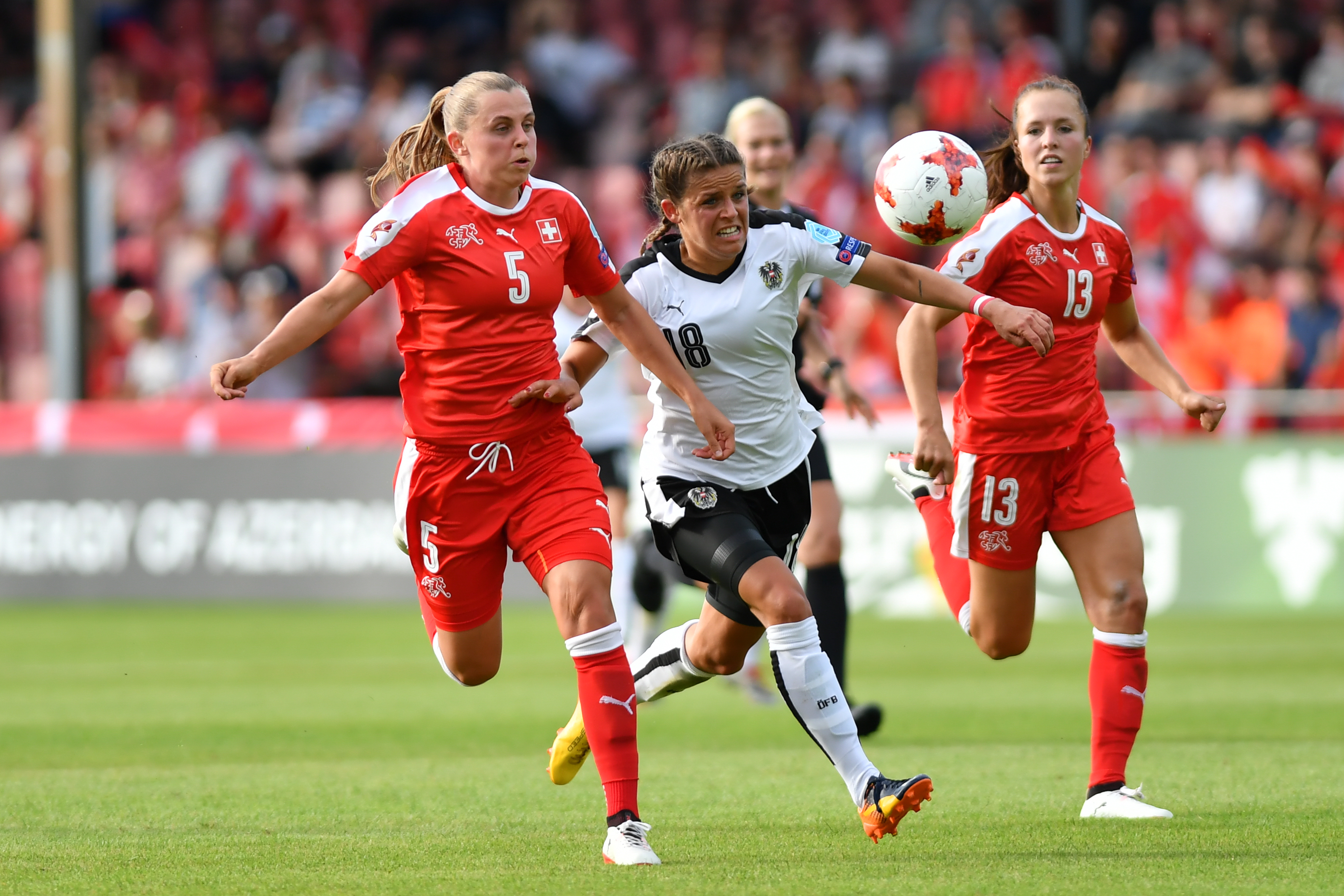
18 luglio 2017, Deventer: Maritz, a sinistra col numero 5, in un contrasto con Laura Feiersinger (18 in maglia bianca) e in secondo piano Lia Wälti in un'azione di gioco nell'incontro inaugurale dell'Europeo dei Paesi Bassi 2017, perso per 1-0 con l'.

Da allora Voss-Tecklenburg la convoca con regolarità, disputando la sua prima partita in un torneo ufficiale UEFA il 21 settembre di quell'anno, in occasione delle qualificazioni, gruppo 3, al Mondiale di Canada 2015, incontro vinto nettamente dalle rossocrociate per 9-0 sulla Serbia. Nei due anni successivi matura 10 presenze nelle qualificazioni al torneo FIFA, contribuendo alla prima storica qualificazione alla fase finale in un Mondiale della nazionale svizzera femminile, partecipando anche alla Cyprus Cup 2014, dove la Svizzera non riesce a essere incisiva piazzandosi solo al 10º posto dopo aver perso 4-1 la finalina con i Paesi Bassi, e all'Algarve Cup 2015, 8º posto, dietro al Brasile dopo aver perso la finalina con il medesimo risultato.
Nel maggio 2015 Voss-Tecklenburg la inserisce nella lista definitiva delle 23 giocatrici in partenza per il Canada, impiegandola poi, da titolare, in ognuna delle quattro partite disputate dalla sua nazionale, le tre del gruppo C, dove con una vittoria e due sconfitte si classifica al terzo posto nella fase a gironi, superando comunque il turno come migliore terza grazie anche alla schiacciante vittoria per 10-1 sulle avversarie dell'Ecuador, e quella degli ottavi di finale, venendo eliminata di misura dalle padrone di casa del Canada con il risultato di 1-0.
In seguito viene impiegata durante le qualificazioni all'Europeo dei Paesi Bassi 2017, disputando nel frattempo tre incontri delle qualificazioni alle Olimpiadi di Rio de Janeiro 2016, fallendo la chance di partecipare alla prima Olimpiade, e la Cyprus Cup 2017, dove condivide con le compagne la conquista del torneo battendo in finale la Corea del Sud per 1-0. La competitività della squadra è confermata dall'accesso alla fase finale dell'Europeo, anche in questo caso primo torneo continentale raggiunto dalla nazionale elvetica. Maritz matura 4 presenze nelle qualificazioni, mentre nella fase finale gioca da titolare tutte le tre partite del gruppo C della fase a gironi, dove la Svizzera supera l'Islanda 2-1 nel secondo incontro, l'unica vinta dalla sua nazionale che, dopo aver perso l'incontro inaugurale per 1-0 con l'Austria ed essersi fatta rimontare la rete di vantaggio dalla Francia nell'ultimo incontro, che con il risultato di 1-1 di fatto la elimina dal torneo.
Negli anni seguenti gioca nelle qualificazioni al Mondiale di Francia 2019, dove la Svizzera deve cedere l'accesso al torneo FIFA ai Paesi Bassi dopo la doppia finale ai play-off della zona UEFA, nella Cyprus Cup 2018, dove la sua nazionale giunge quarta perdendo 2-1 la finalina con la Corea del Nord, nell'Algarve Cup 2019, dove la sua nazionale si deve accontentare dell'8º posto, e nelle qualificazioni all'Europeo di Inghilterra 2022, con Nils Nielsen che rileva Voss-Tecklenburg nella conduzione tecnica della squadra dal gennaio 2019.

## Statistiche

### Presenze e reti nei club
Statistiche aggiornate al 26 novembre 2022.
| Stagione         | Squadra          | Campionato       | Campionato | Campionato | Coppe nazionali | Coppe nazionali | Coppe nazionali | Coppe internazionali | Coppe internazionali | Coppe internazionali | Altre coppe | Altre coppe | Altre coppe | Totale | Totale |
| Stagione         | Squadra          | Comp             | Pres       | Reti       | Comp            | Pres            | Reti            | Comp                 | Pres                 | Reti                 | Comp        | Pres        | Reti        | Pres   | Reti   |
| ---------------- | ---------------- | ---------------- | ---------- | ---------- | --------------- | --------------- | --------------- | -------------------- | -------------------- | -------------------- | ----------- | ----------- | ----------- | ------ | ------ |
| 2011-2012        | Zurigo           | LNA              | ?          | ?          | CS              | ?               | ?               | -                    | -                    | -                    |             | -           | -           | ?      | ?      |
| 2012-2013        | Zurigo           | LNA              | ?          | ?          | CS              | ?               | ?               | UWCL                 | 4                    | 0                    |             | -           | -           | 4+     | 0+     |
| Totale Zurigo    | Totale Zurigo    | Totale Zurigo    | 28         | 1          |                 | ?               | ?               |                      | 4                    | 0                    |             | -           | -           | 32+    | 1+     |
| 2013-2014        | Wolfsburg        | BL               | 15         | 0          | CG              | -               | -               | UWCL                 | 4                    | 0                    |             | -           | -           | 19     | 0      |
| 2014-2015        | Wolfsburg        | BL               | 17         | 0          | CG              | 3               | 0               | UWCL                 | 7                    | 0                    |             | -           | -           | 27     | 0      |
| 2015-2016        | Wolfsburg        | BL               | 10         | 0          | CG              | 2               | 0               | UWCL                 | 2                    | 0                    |             | -           | -           | 14     | 0      |
| 2016-2017        | Wolfsburg        | BL               | 15         | 0          | CG              | 5               | 0               | UWCL                 | 2                    | 0                    |             | -           | -           | 22     | 0      |
| 2017-2018        | Wolfsburg        | BL               | 18         | 1          | CG              | 5               | 0               | UWCL                 | 9                    | 0                    |             | -           | -           | 32     | 1      |
| 2018-2019        | Wolfsburg        | BL               | 16         | 3          | CG              | 1               | 0               | UWCL                 | 5                    | 0                    |             | -           | -           | 22     | 3      |
| 2019-2020        | Wolfsburg        | BL               | 18         | 3          | CG              | 4               | 0               | UWCL                 | 4                    | 2                    |             | -           | -           | 26     | 5      |
| Totale Wolfsburg | Totale Wolfsburg | Totale Wolfsburg | 109        | 7          |                 | 20              | 0               |                      | 33                   | 2                    |             | -           | -           | 162    | 9      |
| 2020-2021        | Arsenal          | WSL              | 12         | 0          | CI              | ?               | ?               | UWCL                 | 1                    | 0                    | WLC         | 1           | 0           | 14+    | 0+     |
| 2021-2022        | Arsenal          | WSL              | 19         | 0          | CI              | 2               | 0               | UWCL                 | 9                    | 0                    | WLC         | 1           | 0           | 31     | 0      |
| 2022-2023        | Arsenal          | WSL              | 3          | 0          | CI              | -               | -               | UWCL                 | 3                    | 0                    | WLC         | -           | -           | 6      | 0      |
| Totale Arsenal   | Totale Arsenal   | Totale Arsenal   | 34         | 0          |                 | 2+              | 0+              |                      | 13                   | 0                    |             | 2           | 0           | 87+    | 4+     |
| Totale carriera  | Totale carriera  | Totale carriera  | 171        | 8          |                 | 22+             | 0+              |                      | 50                   | 2                    |             | 2           | 0           | 245+   | 10+    |

## Palmarès

### Club

#### Titoli nazionali
- Campionato tedesco: 5

Wolfsburg: 2013-2014, 2016-2017, 2017-2018, 2018-2019, 2019-2020
- Campionato svizzero: 2

Zurigo: 2011-2012, 2012-2013
- Coppa di Germania: 6

Wolfsburg: 2014-2015, 2015-2016, 2016-2017, 2017-2018, 2018-2019, 2019-2020
- Coppa Svizzera: 2

Zurigo: 2011-2012, 2012-2013
- FA Women's League Cup: 1

Arsenal: 2022-2023

#### Titoli internazionali
- UEFA Women's Champions League: 1

Wolfsburg : 2013-2014

### Nazionale
- Cyprus Cup: 1

2017